# ديفيد ألان سبينس
ديفيد ألان سبينس (بالإنجليزية: David Allan Spence)‏ هو رياضياتي نيوزيلندي، ولد في 3 يناير 1926 في أوكلاند في نيوزيلندا، وتوفي في 7 سبتمبر 2003 في Headington ‏ في المملكة المتحدة.